# Keeping Mum
Keeping Mum (Secretos de familia en España, ¡Sálvese quien pueda! en Argentina y Una loca familia en Latinoamérica) es una comedia británica del año 2005 del director Niall Johnson y protagonizada por Rowan Atkinson, Kristin Scott Thomas y Maggie Smith.

## Argumento
Cuando una mujer embarazada llamada Rosie Jones sube a un tren, su enorme baúl comienza a gotear sangre en el maletero.
Interrogada por la policía sobre los cadáveres que hay dentro, Rosie revela tranquilamente que son su marido infiel y su amante. Condenada por homicidio involuntario, es encarcelada en una unidad para criminales dementes debido a la responsabilidad disminuida.
Cuarenta y tres años después, Walter Goodfellow, el vicario del pueblo de Little Wallop, está muy ocupado escribiendo el sermón perfecto para una convención. Es completamente ajeno a los problemas de su familia: su esposa, Gloria, tiene necesidades emocionales/sexuales insatisfechas y comienza una aventura con su instructor de golf, Lance; su hija, Holly, tiene un creciente impulso sexual y madurez física y cambia constantemente de novio; y su hijo, Peter, es víctima de acoso escolar.
La nueva ama de llaves, Grace Hawkins, se involucra en sus vidas y se entera de sus problemas: Clarence, el terrier Jack Russell del vecino, el Sr. Brown, ladra sin parar, impidiendo que Gloria duerma; Petey tiene matones; y Gloria tiene una aventura con Lance.
Grace se dispone a resolver los problemas a su manera matando a Clarence y al Sr. Brown, saboteando los frenos de las bicicletas de los matones, lo que hiere a uno de ellos y matando a Lance con una plancha fuera de la casa por grabar en video a Holly desvistiéndose una noche. .
Mientras Walter prepara el sermón para la conferencia, Grace sugiere agregar humor. Además, al ver que él ha dejado que su relación se desvanezca debido a su devoción a Dios, ella le muestra que puede amar a su esposa y a Dios al observar las referencias eróticas en el Cantar de los Cantares. A medida que los problemas en el hogar parecen aclararse gradualmente, Walter se va a su convención.
Gloria y Holly ven la foto de Grace en las noticias, que muestra su liberación y delitos anteriores, y comienzan a darse cuenta de lo que ha hecho. Se revela que 'Grace' es la madre perdida de Gloria, Rosie Jones, que ha venido a conocerla. Después de procesar brevemente la avalancha de información, Gloria afirma que cuando se tiene un problema con alguien, uno no puede simplemente matarlo.
Grace menciona que este es el punto en el que ella y sus médicos nunca pudieron ponerse de acuerdo. A pesar de sus desacuerdos, Gloria intenta ayudar a Grace con el cuerpo de Lance, pero no puede manejarlo. Mientras toman una taza de té, las tres chicas deciden no contarle a Walter ni a Petey nada de lo sucedido.
La regañona feligresa Sra. Parker visita para discutir el problema del "comité de arreglos florales de la iglesia". Grace, creyendo erróneamente que la Sra. Parker está a punto de denunciarlos por sus crímenes, intenta golpearla con una sartén, pero Gloria la detiene. La Sra. Parker, conmocionada, sufre un infarto y muere. Walter regresa de la convención en ese momento y ve el cuerpo de la Sra. Parker, pero no se da cuenta de que está muerta. Poco después, Grace deja a la familia cuando aparentemente se restablece el orden entre ellos.
Luego, Walter habla con Bob y Ted, los empleados de obras hidráulicas, quienes dicen que hay demasiadas algas y que es necesario drenar el estanque del vicario. Al recordar que los cuerpos de las víctimas de Grace están en el estanque, Gloria, con una sonrisa forzada, les ofrece un poco de té.
La película termina con una toma submarina que muestra los cuerpos que se habían colocado en el estanque, incluidos los recientemente agregados Bob y Ted.

## Elenco
- Rowan Atkinson como el Reverendo Walter Goodfellow.
- Kristin Scott Thomas como Gloria Goodfellow.
- Maggie Smith como Grace Hawkins.
- Patrick Swayze como Lance.
- Tamsin Egerton como Holly Goodfellow.
- Toby Parkes como Petey Goodfellow.
- Liz Smith como Señora Parker.
- Emilia Fox como Rosie Jones.
- James Booth como Brown (La película se dedicó a Booth, que murió el año en que fue estrenada).